# Drebber
Drebber est une commune allemande de l'arrondissement de Diepholz, Land de Basse-Saxe.

## Géographie
Drebber se situe entre le parc naturel de la Geest de Wildeshausen au nord et le parc naturel de la Dümmer et le marais de Rehden au sud. De même au nord, il y a le Großes Moor et au sud-est le Kellenberg. La commune est traversée par la Hunte et Cornau par la Dadau.
Drebber est composé des quartiers de Cornau, Deckau, Jacobidrebber et Mariendrebber, réunis en mars 1974.
| Lohne    | Vechta   | Goldenstedt |
| Diepholz | Drebber  | Barnstorf   |
| Diepholz | Wetschen | Dickel      |

Drebber se trouve sur la Bundesstraße 51 entre Diepholz et Twistringen.

## Histoire
Le village est mentionné en 980 sous le nom de "Triburi", c'est-à-dire trois paysans, trois paysans ayant des revenus importants. L'empereur Otton II offre en 980 l'une de ses trois fermes à l'abbaye de Memleben. En 1020, Henri II offre la deuxième ferme à Meinwerk, l'évêque de Paderborn puis elle revient à l'évêque Wido d'Osnabrück. La troisième ferme et la moitié des possessions de l'église font l'objet d'un échange avec Benno d'Osnabrück. L'évêque Konrad II établit avec le consentement de la noblesse local un prieuré à Mariendrebber ; on pense que cela s'est fait contre l'établissement d'une paroisse indépendante à Jacobidrebber.
À Cornau, le comté de Diepholz construit un château-fort. Il n'est pas établi que celui-ci ait été bâti avant celui de Diepholz. En tout cas, il sert à la défense de la ville au cours des XIIIe et XIVe siècles et parfois de séjour aux seigneurs. Il est abandonné au XVe siècle, s'écroule et sert de carrière pour le domaine de Wagenfeld.